# Sarinda capibarae
Sarinda capibarae är en spindelart som beskrevs av Galiano 1967. Sarinda capibarae ingår i släktet Sarinda och familjen hoppspindlar. Inga underarter finns listade i Catalogue of Life.